# ناحية نمشير (مقاطعة بانة)
ناحية نمشير (بالفارسية: بخش نمشیر) هي ناحية في مقاطعة بانة التابعة لمحافظة كردستان في إيران. في تعداد عام 2006 ، كان عدد سكانها 19,018 نسمة في 3,561 عائلة. فيها مدينة واحدة: كاني سور. وفيها ثلاث أقسام ريفية: قسم بوالحسن الريفي وقسم کاني سور الريفي وقسم نمة شير الريفي.